# 濮东街道
濮东街道是中华人民共和国河南省濮阳市华龙区下辖的一个街道办事处。

## 行政区划
濮东街道下辖以下村级行政区划单位：
四季果岭社区、东干城村、大辛庄村、李家楼村、辛田村、黄城村村、宗昌湖村、梁昌湖村。